# Șîbalîn, Berejanî
Șîbalîn (în ucraineană Шибалин) este localitatea de reședință a comunei Șîbalîn din raionul Berejanî, regiunea Ternopil, Ucraina.

## Demografie
Componența lingvistică a localității Șîbalîn
     Ucraineană (99,85%)
     Alte limbi (0,07%)
Conform recensământului din 2001, majoritatea populației localității Șîbalîn era vorbitoare de ucraineană (99,85%), existând în minoritate și vorbitori de alte limbi.